# Alfredo Volpi
Alfredo Volpi (* 14. April 1896 in Lucca; † 28. Mai 1988 in São Paulo) war ein Maler der künstlerischen und kulturellen brasilianischen Modernistenbewegung.

## Leben und Wirken

### Anfänge
Volpi wurde in Lucca, Italien, geboren. Als er noch nicht einmal  zwei Jahre alt war, wanderten seine Eltern nach Brasilien aus und ließen sich in Cambuci, dem italienischen Stadtviertel von São Paulo, nieder. Er wurde brasilianischer Staatsbürger und verbrachte dort den Großteil seines Lebens. Er war einer der wichtigsten Künstler des sogenannten Grupo Santa Helena, der sich in den 1930er Jahren unter anderem um Francisco Rebolo, Clóvis Graciano, Mario Zanini, Fulvio Pennacchi bildete.
Volpi brachte sich selbst das Malen bei und schuf 1914 sein erstes naturalistisches Gemälde. Seine ersten Gemälde ähneln denen von expressionistischen Künstlern (ein früher Einfluss war der brasilianische Landschaftsmaler Ernesto de Fiori). Mogi das Cruzes, ein 1939 geschaffenes Landschaftsgemälde, ist ein repräsentatives Werk dieser Zeit. Er konzentrierte sich früh auf einen eigentümlichen Stil, verwendete geometrische abstrakte Formen und wechselte von Ölfarbe zu Tempera. Volpis erste Einzelausstellung fand 1944 in der Itá Gallery in São Paulo statt.

### Spätere Periode
Volpi begann Häuserfassaden in einer stark stilisierten und farbenfrohen Weise zu malen, diese Gemälde wurden später von Kunstkritikern als „historische Fassaden“ bezeichnet. Dieses wiederkehrende Thema wurde nach einer kurzen „konkretistischen“ Phase in den 1950er Jahren dominierend. Die 1960er Jahre brachten die Entwicklung seines Markenzeichens, der „bandeirinhas“ (Portugiesisch: „Fähnchen“), für die Volpi berühmt wurde. Diese stammen aus dem brasilianischen Volksbrauch, kleine Fahnen sind ein fester Bestandteil der beliebten festa junina, die jedes Jahr im Juni stattfindet. Volpi verwendete das Muster der kleinen Flaggen, um sein Gefühl für Farbkombinationen und ausgewogene Kompositionen zu zeigen, das ihn schließlich zu einem der wichtigsten brasilianischen Künstler seiner Zeit machen würde.
Nationale Bekanntheit erlangte er durch seine Teilnahme an der zweiten Kunstbiennale von São Paulo. Er gewann den Grand Prix für brasilianische Malerei, den er sich mit Emiliano Di Cavalcanti teilte. Dieser tat Volpis Kunst öffentlich als die eines „Fahnenmalers“ ab.
Jüngste Ausstellungen (MAM São Paulo 2006, Curitiba 2007) haben gezeigt, wie weit Volpi davon entfernt war, der isolierte autodidaktische Künstler zu sein, für den er einst gehalten wurde. Tatsächlich absorbierte er verschiedene Einflüsse während seiner Karriere, insbesondere von Josef Albers. Seine Anwendung von antiken Temperatechniken zeigt auch eine Kenntnis der italienischen Renaissancemaler.

## Werke
- Mogi das Cruzes (1939)[6]
- Meeresküste (1940)
- Freskos für die Kapelle Nossa Senhora de Fátima (1958)
- Freskos für das Palácio dos Arcos, Brasília (1966)
- Bandeirinhas (1950)[7]
- Tafel in Kapelle Cristo Operário (1951)
- Fachada Noturna (1955)
- Ohne Titel (von der Serie Ampulheta) im Museum of Modern Art, (1964)[8]
- Kinetische Komposition (1970)[9]
- Die Entdeckung Amerikas

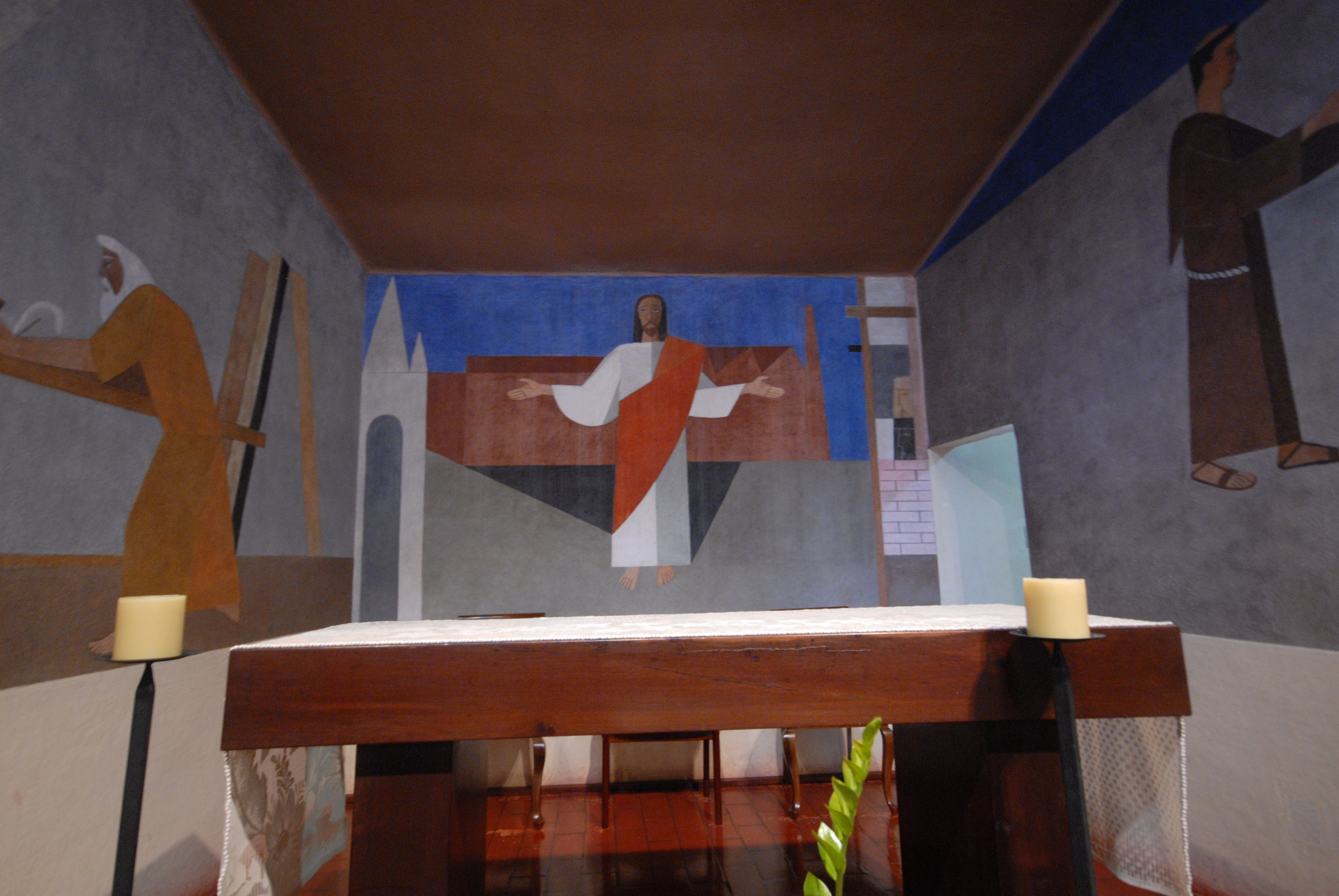
Kapelle Cristo Operário,  São Paulo
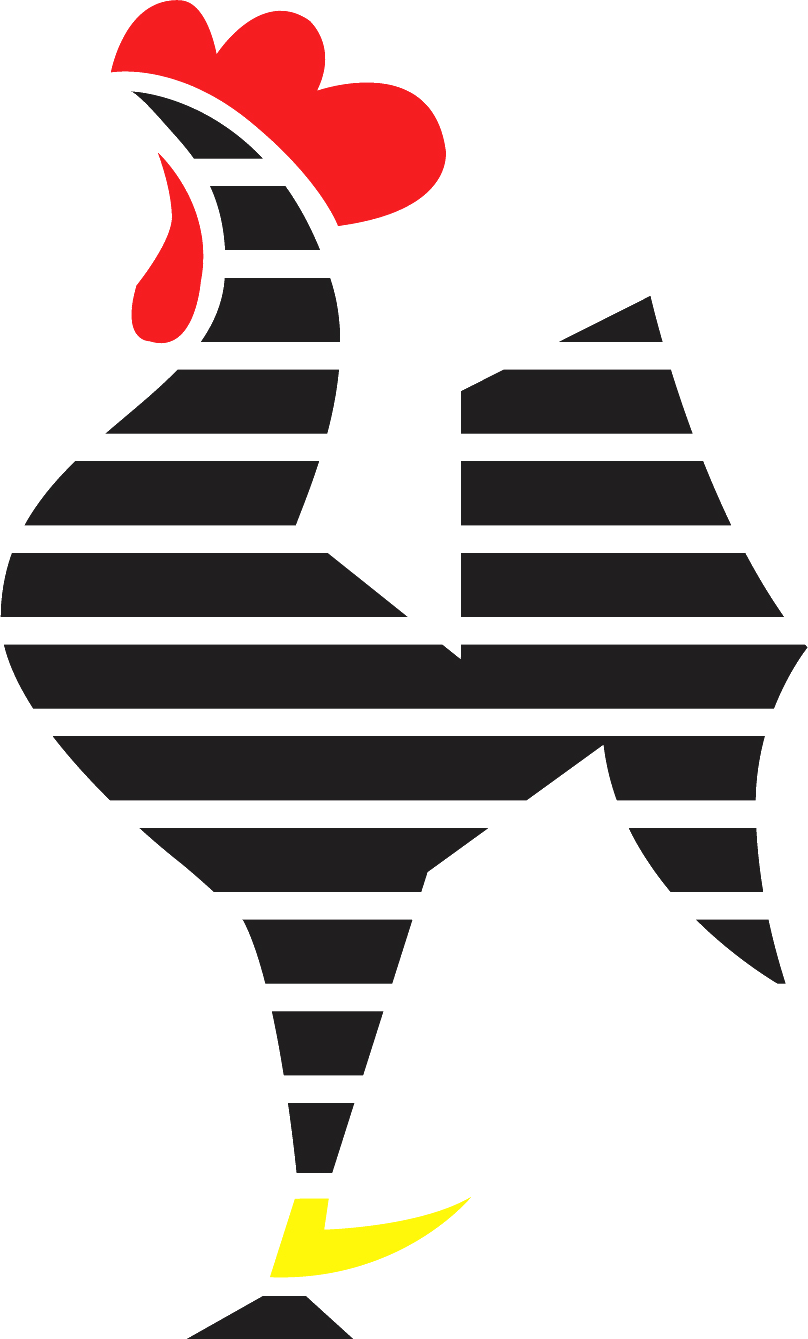
Atlético Mineiro Logo von Volpi entworfen,  1985